# فیونا گوبلمن
فیونا گوبلمن (انگلیسی: Fiona Gubelmann؛ زادهٔ ۳۰ مارس ۱۹۸۰) هنرپیشه اهل ایالات متحده آمریکا است. وی از سال ۲۰۰۳ میلادی تاکنون مشغول فعالیت بوده‌است.
از فیلم‌ها یا برنامه‌های تلویزیونی که وی در آن نقش داشته‌است می‌توان به نام من ارل است، ذهن‌های مجرم، مد من، جویی، کسل، دختر جدید، تیغ شهرت، دکتر خوب، کارمند ماه، پلک نزن و کارمند ماه اشاره کرد.